# Nelson W. Aldrich
Nelson Wilmarth Aldrich (Foster, 6 de noviembre de 1841 - Nueva York, 16 de abril de 1915) fue un político estadounidense, que fue senador de los Estados Unidos.
Prestó servicio en la Cámara de Representantes de los Estados Unidos desde 1879 hasta 1881 y en el Senado a partir de 1881 hasta 1911. Su trabajo como presidente de la Comisión Monetaria Nacional (1908–1912), lo impulsó a ocupar un puesto en el Sistema de Reserva Federal en 1913.
Hizo rentables inversiones en la banca, así como también en la producción de electricidad, gasolina, caucho y azúcar.
- Datos: Q927573
- Multimedia: Nelson W. Aldrich / Q927573